# フィリップ2世 (オルレアン公)
フィリップ2世（Philippe II, 1674年8月2日 - 1723年12月23日）は、シャルトル公（在位：1674年 - 1701年）、後にオルレアン公（在位：1701年 - 1723年）。1715年から1723年までルイ15世の摂政を務めたフランスの王族でオルレアン家当主。

## 生涯
ルイ14世の弟オルレアン公フィリップ1世と後妻エリザベート・シャルロット・ド・バヴィエールの子。大同盟戦争で従軍、1691年のモンス包囲から軍人としての経歴をスタートさせた。翌1692年にルイ14世とモンテスパン夫人の間の庶子である従妹のフランソワーズ・マリーと結婚したことにより、王の好意を勝ち得た。同年のステーンケルケの戦いと1693年のネールウィンデンの戦いにも参戦、1701年の父の薨去によりオルレアン公位を継承した。
スペイン継承戦争にも参戦、1706年にフェルディナン・ド・マルサンと共にイタリアでの作戦を担当したが、トリノ包囲中にプリンツ・オイゲンに急襲されマルサンは戦死、フィリップ2世はフランスへ敗走した（トリノの戦い）。翌1707年にスペイン戦線に移り、ベリック公の援軍に加わりスペイン制圧を進めてフランス優位に傾けた。しかしフィリップ2世はただの軍人で終わるつもりは毛頭なく、ルイ14世の孫のフェリペ5世に代わってスペイン王位につく野望を持っているのではないかとルイ14世に疑われた。結果、長く王の不興をかう羽目となった。
1715年のルイ14世の崩御により、前もって摂政会議の座長であったフィリップ2世が5歳のルイ15世の摂政に就任した。彼は当初徴税を減らしたり、政治から遠ざけられていた貴族を中心とした集団政治を企画したり、2万5千人の兵士を解雇したが、すぐに行き詰まった。経済では銀行家ジョン・ローのリスクの高い施策を認めたため、フランス王家は公事にも私事にも破産状態の危機となっていった。1717年にはローとサン＝シモン公に吹き込まれ、摂政会議を説き伏せて、トマス・ピット（大ピットの祖父）から当時世界一の大きさとうたわれていた、13万5千ポンドもする141カラットのダイヤモンドをフランスの王冠につけるために購入させた。このダイヤモンドは“ル・レジャン”（Le Régent：摂政の意、en）の名で知られている。

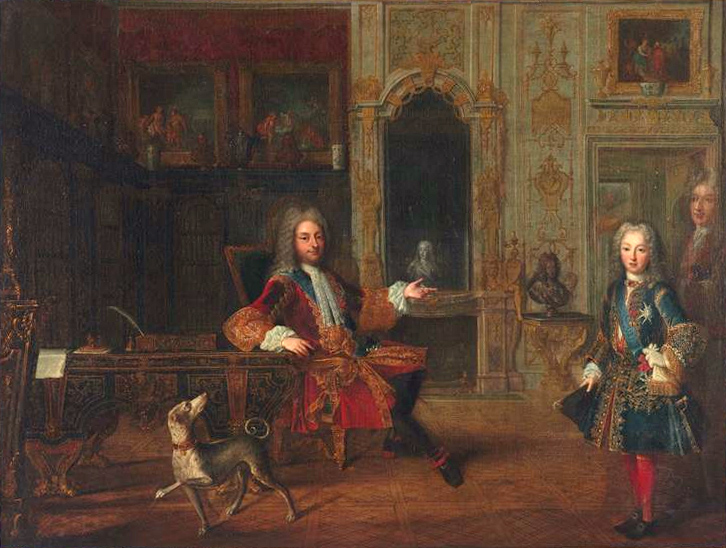
フィリップ2世とルイ15世

他の政策として、1716年にイギリスと協調関係を結んで平和外交を展開、宮廷を一時ヴェルサイユ宮殿からパリに移したことが挙げられる。フィリップ2世はパレ・ロワイヤルでサロンを開き、絵画の膨大なコレクション（オルレアン・コレクション）を所有していたが、フランス革命後に多くがロンドンで売られてしまった。ソルボンヌ大学の聴講を無料とし、王立図書館を公に開放するなど、教育を奨励した。
1723年に、成年に達したルイ15世は親政を宣言、フィリップ2世は摂政を降りて宰相となったが、同年12月にヴェルサイユ宮殿で薨去。生誕地サン・クロー城に葬られた。オルレアン公位は息子のルイが継承、宰相にはコンデ公ルイ4世が就任した。

## 子女
フランソワーズ・マリーとの間には8子が生まれた。
- 女子（マドモワゼル・ド・ヴァロワ、1693年 - 1694年）
- マリー・ルイーズ・エリザベート（1695年 - 1719年） - ベリー公シャルルと結婚
- ルイーズ・アデライード（1698年 - 1743年）
- シャルロット・アグラエ（1700年 - 1761年） - モデナ公フランチェスコ3世と結婚
- ルイ（1703年 - 1752年） - オルレアン公
- ルイーズ・エリザベート（1709年 - 1742年） - スペイン王ルイス1世と結婚
- フィリッピーヌ・エリザベート（1714年 - 1734年）
- ルイーズ・ディアーヌ（1716年 - 1736年） - コンティ公ルイ・フランソワ1世と結婚

他に多くの愛妾がおり、数人の庶子をもうけている。